# Старый Кокуй
Старый Кокуй — деревня в Мари-Малмыжском сельском поселении Малмыжского района Кировской области.

## География
Расстояние до районного центра — 13 километров.

## Население
| 2010 |
| ---- |
| 134  |